# Lernagog
Lernagog (in armeno Լեռնագոգ?) è un comune dell'Armenia di 2 189 abitanti (2009) della provincia di Armavir.